# Школа Сократа
Школа Сократа або Szkoła Sokratesa na Wschodzie Wilna — одна з таємних організацій, що виникли під час розділів Речі Посполитої. Метою було відродження Речі Посполитої та її оновлення.
Мала масонські форми організації. 
Заснована у Вільні 1818 року Ігнатієм Абрамовичем. Серед активних діячів товариства були князь Михайло Длуський, Іван Ходько, Олександр Ходкевич, Олександр Потій, Томаш Зан та інші. 